# Nerves of Steel
«Nerves of Steel» es el cuadragésimoctavo sencillo del dueto inglés de música electrónica Erasure, que fue publicado de manera digital el 13 de agosto de 2020.
 Fue presentado ese mismo día a través de un programa de la BBC Radio 2.

«Nerves of Steel» es el segundo corte del álbum The Neon y fue presentado con un video adonde aparecen algunas estrellas dragqueens, varias participantes del RuPaul's Drag Race.

En 2021, el video de este tema ganó el premio Best EDM/Dance de los California Music Video & Film Awards y el premio Close Up del London Video Music Festival.

## Lista de temas

### Sencillo
| Descarga virtual 1. Nerves of Steel |

### Remixes
| Descarga virtual 1. Nerves of Steel (7th Heaven Remix Edit) 2. Nerves of Steel (Extended Version) -Vince Clarke mix- 3. Nerves of Steel (Bright Light Bright Light Remix) 4. Nerves of Steel (7th Heaven Remix) |

## Créditos
Nerves of Steel es una canción escrita por Vince Clarke y Andy Bell.

## Datos adicionales
El 4 de diciembre de 2020, se editó The Neon Singles, que contiene en formato físico los tres sencillos extraídos del álbum The Neonː Hey Now (Think I Got A Feeling), Nerves of Steel y Fallen Angel.